# James D. Johnston
James Douglas Johnston fue un oficial de la Armada de los Estados Unidos, pero como muchos otros, se afilió al ejército confederado -en su caso a la Armada- cuando su Estado natal se unió a la Secesión.

## Biografía
Johnston nació el 15 de septiembre de 1817 en Louisville como uno de los cinco hijos del abogado de Kentucky Gabriel J. Johnston.

### Armada de los Estados Unidos
Se unió a la Armada de los Estados Unidos el 30 de junio de 1832 como guardiamarina. Sus primeros cinco años de servicio fueron en el mar Caribe como parte de la tripulación del escuadrón de las Indias Occidentales formado por las balandras de guerra Vandalia y St. Louis. Tras el servicio se graduaría en la academia Norfolk a finales de 1837. El 23 de junio de 1838 fue nombrado passed midshipman (en inglés: guardiamarina graduado, equivalente a un teniente de navío).
Entre 1839 y 1840 tuvo un largo permiso durante el cual se casó con Martha E. Parker. A su vuelta al servicio en diciembre de 1840 fue asignado a la balandra de guerra Dale del escuadrón del Pacífico con zona de actuación en la costa pacífica sudamericana. Poco antes de terminar el servicio en el Dale recibió un ascenso a teniente el 24 de junio de 1843.
En 1845 fue asignado a la fragata Columbia, buque insignia del escuadrón de Brasil en el que serviría dos año. Entre 1850 y 1851 volvería al Dale, siendo la balandra reasignada al escuadrón de África. En 1854 fue destinado al Observatorio Naval de la Armada estadounidense en Valparaiso (Chile). En 1857 volvió a ser asignado a un buque, siendo nombrado el oficial ejecutivo de la fragata Powhatan del escuadrón de las Indias Orientales, siendo un testigo del Tratado Harris de 1858, al ser la fragata una de las naves en acudir a Shimoda (Imperio del Japón).
En 1860 volvió desde Yokohama (Imperio del Japón) hasta San Francisco (California, Estados Unidos) escoltando la primera embajada japonesa ante Estados Unidos.
Tras el estallido de la guerra de secesión, se retiró del servicio de la armada estadounidense el 10 de abril de 1861, fecha de registro de su renuncia.

### Armada de la Confederación
El 13 de abril de 1861, tres días después de su renuncia a la armada estadounidense, fue reclutado en la Armada de los Estados Confederados en la cual recibió inicialmente el rango de teniente primero. Inicialmente nombrado inspector de faro en Nueva Orleans, más tarde se desplazó a Mobile, Alabama, donde recibió el mando del vapor Baltic que dirigió en la defensa de la ciudad de mayo de 1862 a febrero de 1863, cuando el buque fue reasignado como no apto para la primera línea del frente.
En octubre de 1863 fue nombrado comandante provisional de la armada confederada, recibiendo la orden de supervisar los trabajos del Tennessee en Selma, Alabama. El 16 de febrero de 1864 transportó el Tennessee con el Baltic hasta Mobile para terminar de adecuarlo.
El 18 de mayo de 1864 fue transferido como capitán de navío y bandera del Tennessee, asignado oficialmente al almirante Franklin Buchanan.
Johnston fue capturado en este último buque durante la batalla de la bahía de Mobile el 5 de agosto de 1864, y lo mantuvieron como prisionero de guerra primero en Pensacola y luego en Fort Warren hasta el mes de octubre de 1864. Después de que el comandante Johnston fuese intercambiado, él regresó al servicio para la Armada de la Confederación en el área de Mobile, donde permaneció hasta el final de la guerra de Secesión en mayo de 1865, cuando se entregó a los unionistas, para más tarde ser puesto en libertad condicional.
En 1873 se trasladó a Savannah, Georgia, como agente encargado de la compañía de seguros para la que trabajaba. Falleció el 9 de mayo de 1896, siendo enterrado el 13 de mayo de 1896 en el cementerio de CEdar Grof, Norfolk al lado de la tumba de su esposa, fallecida en 1885.

## Obras literarias
El teniente Johnston es el autor del libro «China and Japan», obra que comenzó a hacer después de su viaje a Japón en 1853.